# Línia d'univers
La línia d'univers és la trajectòria en l'espaitemps d'un objecte. La idea de les línies d'univers s'originà en física i fou introduïda per Albert Einstein. Aquest terme és ara més sovint usat en la teoria de la relativitat. Sigui com sigui les línies d'univers són una forma genèrica de representar el curs dels esdeveniments, i no es troben lligades a una teoria específica.